# Кунайжарколь
Кунайжарколь (каз. Қонайжаркөл) — озеро в Костанайском районе Костанайской области Казахстана. Находится в 8 км к северу от посёлка Горняцкий.
По данным топографической съёмки 1958 года, площадь поверхности озера составляет 4,51 км². Наибольшая длина озера — 4,1 км, наибольшая ширина — 1,6 км. Длина береговой линии составляет 10,8 км, развитие береговой линии — 1,42. Озеро расположено на высоте 190,7 м над уровнем моря.